# ستيفن مورين
ستيفن مورين (بالإنجليزية: Stephen Morin) هو قاتل متسلسل أمريكي، ولد في 19 فبراير 1951 في بروفيدنس في الولايات المتحدة، وتوفي في 13 مارس 1985 في تكساس في الولايات المتحدة.